# La Neuville-aux-Bois
La Neuville-aux-Bois är en kommun i departementet Marne i regionen Grand Est (tidigare regionen Champagne-Ardenne) i nordöstra Frankrike. Kommunen ligger i kantonen Givry-en-Argonne som tillhör arrondissementet Sainte-Menehould. År 2022 hade La Neuville-aux-Bois 138 invånare.

## Befolkningsutveckling
Antalet invånare i kommunen La Neuville-aux-Bois
| Referens: INSEE |